# Ga Deungchon
Ga Deungchon (Đại học Gangseo) (Tiếng Hàn: 등촌(강서대학교)역, Hanja: 登村驛) là ga tàu điện ngầm trên Tàu điện ngầm Seoul tuyến 9 nằm ở ranh giới giữa Deungchon-dong, Gangseo-gu và Mok 3-dong, Yangcheon-gu, Seoul.

## Lịch sử
- 18 tháng 9 năm 2008: Tên ga tàu điện ngầm Seoul tuyến 9 được quyết định là Ga Deungchon.[1]
- 24 tháng 7 năm 2009: Bắt đầu hoạt động với việc khai trương đoạn Gaehwa ~ Sinnonhyeon của Tàu điện ngầm Seoul tuyến 9.

## Bố trí ga
| Jeungmi ↑   |
| \| W/B      |
| ↓ Yeomchang |

| Hướng Tây  | ● Tuyến 9 | Địa phương | ← Hướng đi Gayang · Magongnaru · Sân bay Quốc tế Gimpo · Gaehwa                     |
| Hướng Đông | ● Tuyến 9 | Địa phương | → Hướng đi Yeomchang · Dangsan · Noryangjin · Bệnh viện cựu chiến binh Trung ương → |

## Xung quanh nhà ga
| Lối ra \| 나가는 곳 \| Exit \| 出口 | Lối ra \| 나가는 곳 \| Exit \| 出口 |
| ----------------------------------- | --- |
| 1                                   | Trung tâm cộng đồng Deungchon 1-dong Trường tiểu học Seoul Baekseok Cơ quan an ninh và Internet Hàn Quốc Trung tâm thông tin giao thông đồn cảnh sát Seoul Gangseo |
| 2                                   | Yeomchang Lotte Castle APT Trường tiểu học Seoul Yeomchang Trung tâm khởi nghiệp công nghệ mới Seoul                                                               |
| 3                                   | Trung tâm Y tế Công cộng Gangseo-gu Yeomchang e-Pyeonhansesang Hội chữ thập đỏ Hàn Quốc Trung tâm máu phương Tây Seoul Trường tiểu học Seoul Yeomdong              |
| 4                                   | Trung tâm cộng đồng Mok 2-dong Trường trung học cơ sở Yangdong Trường tiểu học Seoul Yanghwa Mokdong Lotte Castle Winner APT Mokdong Lotte Castle Maestro APT      |
| 5                                   | Mok 3-dong Gonghang-daero |
| 6                                   | Trung tâm cộng đồng Mok 3-dong Trung tâm an toàn công cộng Mok 3 Chợ Mok-dong Kaebi                                                                                |
| 7                                   | Hướng tới trường trung học Yeongil Văn phòng Giáo dục Thủ đô Seoul Thư viện Gangseo Hội đồng Gangseo-gu                                                            |
| 8                                   | Hiệp hội nhà thầu điện Hàn Quốc Trường trung học cơ sở Deungchon Khách sạn Green World                                                                             |